# 해안선 역설

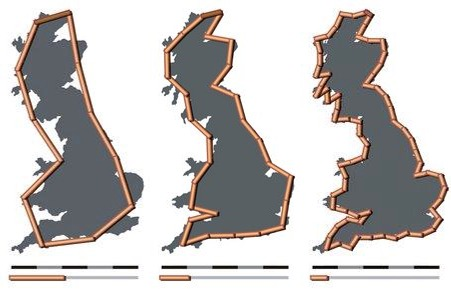

해안선 역설은 육지의 해안선은 프랙탈 차원을 가져 길이가 잘 정의되지 않는 역설이다.
해안선 역설은 대륙의 해안선이 잘 정의된 길이를 갖지 않는다는 직관에 반하는 관찰이다. 이것은 해안선의 프랙탈 곡선과 같은 속성에서 비롯된다. 즉, 해안선에는 일반적으로 프랙탈 차원이 있다는 사실이다. "길이의 역설"은 이전에 휴고 슈타인하우스(Hugo Steinhaus)에 의해 언급되었지만 이 현상에 대한 최초의 체계적인 연구는 루이스 프라이 리처드슨(Lewis Fry Richardson)에 의해 이루어졌으며 브누아 맨델브로(Benoit Mandelbrot)에 의해 확장되었다.
해안선의 측정 길이는 측정 방법과 지도 제작의 일반화 정도에 따라 다르다. 육지는 수백 킬로미터 크기에서 1밀리미터 이하의 아주 작은 부분에 이르기까지 모든 규모의 특징을 가지고 있기 때문에 측정할 때 고려해야 할 가장 작은 특징의 명확한 크기가 없으므로 잘 정의된 단일 경계가 없다. 최소 피처 크기에 대한 특정 가정이 있을 때 다양한 근사치가 존재한다.
문제는 다른 단순한 가장자리의 측정과 근본적으로 다르다. 예를 들어, 측정 장치를 사용하여 길이가 특정 양보다 작고 다른 양보다 큰지 결정하는 즉, 특정 범위 내에서 측정하여 직선적이고 이상적인 금속 막대의 길이를 정확하게 측정하는 것이 가능하다. 측정 장치가 정확할수록 가장자리의 실제 길이에 더 가까운 결과가 나온다. 그러나 해안선을 측정할 때 근접 측정은 정확도를 증가시키지 않는다. 측정 길이만 증가한다. 금속 막대와 달리 해안선 길이의 최대값을 얻을 수 있는 방법이 없다.
3차원 공간에서 해안선 역설은 측정 해상도에 따라 표면적이 달라지는 프랙탈 표면의 개념으로 쉽게 확장된다.

## 같이 보기
- 프랙탈 차원
- 가브리엘의 뿔
- 해안선 길이순 나라 목록
- 제논의 역설